# Re:Creators
Re:Creators (レクリエイターズ Re:Kurieitāzu?) es una serie de anime producida por el estudio Troyca y dirigida por Ei Aoki. La serie trata sobre Sōta Mizushino, un estudiante de secundaria que se ve envuelto en una batalla entre varios personajes de manga, anime y videojuegos que de alguna manera aparecen en el mundo real.
Se emitió del 8 de abril al 16 de septiembre de 2017 y fue transmitido exclusivamente por Amazon en su servicio de Amazon Prime Video. Una adaptación a manga por Daiki Kase comenzó su serialización el 19 de abril de 2017.

## Argumento
Sōta Mizushino es un joven estudiante de secundaria y fanático del anime que sueña con escribir su propia novela ligera. Mientras ve la adaptación al anime de la novela ligera del género mecha Elemental Symphony of Vogelchevalier para buscar inspiración, la tableta lo está viendo entre glitches y lo arrastra al mundo del anime, donde es testigo de una batalla entre la personaje del anime Selesia Upitiria y una chica misteriosa con uniforme militar.
Después de regresar al mundo real con Selesia, Sōta descubre que otros personajes de diferentes historias y formas de medios audiovisuales también fueron traídos al mundo real, con algunos de ellos alineados con la princesa del uniforme militar, quien les prometió las formas de terminar con la lucha en sus mundos y un camino de regreso a casa, inconsciente de sus verdaderas intenciones. Para detenerla, Sōta y Selesia acuerdan encontrar a los otros personajes y llevarlos a casa; no sea que la princesa del uniforme militar traiga una destrucción incalculable a todos los mundos que existen.

## Personajes

### Principales
Sōta Mizushino (水篠颯太 Mizushino Sōta?)
Seiyū: Daiki Yamashita
Un estudiante de secundaria de 16 años al que le gusta dibujar, pero sufre de bloqueo de artista. Una vez fue amigo de la creadora de Altair, Setsuna. Sin embargo, se puso celoso de ella debido a que a todos les gustaban sus dibujos, mientras que los suyos en su mayoría fueron ignorados. Como resultado de esto, él la ignoró cuando fue acusada de plagio. Sin embargo, después de enterarse de que ella se suicidó, quedó traumatizado por el autodesprecio. Como resultado, al conocer la verdadera identidad de Altair, inicialmente mantuvo esto en secreto para los demás, incapaz de enfrentarse a sus demonios. Sin embargo, finalmente se recupera y decide detener a Altair para expiar sus acciones.
Selesia Upitiria (セレジア・ユピティリア Serejia Yupitiria?)
Seiyū: Mikako Komatsu
La principal protagonista femenina del anime Elemental Symphony of Vogelchevalier (精霊機想曲フォーゲルシュバリエ Seireikisōkyoku Fōgerushubarie?). Ella es una princesa y un caballero que, junto a su compañero Charon, lucha contra los antagonistas de la serie. Usa una espada y es capaz de volar. Ella también posee un mecha llamado Vogelchevalier y más tarde también ganó temporalmente la habilidad de usar magia de fuego. Al llegar al mundo real, inicialmente luchó por hacer frente a la revelación de que ella es una creación, pero rápidamente aceptó. Ella conserva su fuerte moral e impulso en el mundo real, esforzándose por detener a Altair y proteger a los creadores.
Meteora Österreich (メテオラ・エスターライヒ Meteora Esutāraihi?)
Seiyū: Inori Minase, Sayaka Ohara (ilusión; episodio 13)
Un personaje no jugable (NPC) del videojuego de rol de mundo abierto Avalken of Reminisce (追憶のアヴァルケン Tsuioku no Avaruken?). Aunque estoica, Meteora es una estratega de voluntad fuerte que trabaja para proteger a los creadores, ya que cree que su juego se creó bien. Meteora normalmente lucha con su tomo, pero su verdadera fuerza está en las tácticas y la planificación. Al llegar al mundo real, se convierte en la líder táctica del grupo de Sōta.
Altair (アルタイル Arutairu?) / Princesa del Uniforme Militar (軍服の姫君 Gunpuku no Himegimi?)
Seiyū: Aki Toyosaki
Una joven misteriosa inicialmente conocida como la Princesa del Uniforme Militar (軍服の姫君 Gunpuku no Himegimi?) que trajo las otras creaciones al mundo real. Aunque afirmó hacer esto para obligar a sus creadores a alterar sus mundos, en realidad pretende destruir el mundo real por despecho por la muerte de su propio creador. Finalmente se revela que se originó en el video musical Altair: World Étude. Al ser una creación sin historia, puede adoptar poderes de fanfictions sobre ella; ella llama a esta habilidad "Holopsicon". Sin embargo, el uso excesivo de estas habilidades hará que se desvanezca del mundo real, aunque puede evitar esto obteniendo la aprobación de sus espectadores.

### Creaciones
Las Creaciones (被造物 Hizōbutsu?) son personajes ficticios extraídos de varias formas de entretenimiento en 2D, como anime, manga, novelas ligeras y videojuegos, por parte de la "Princesa del Uniforme Militar". Al igual que en sus respectivos mundos, pueden usar sus propios poderes, lo que los hace desequilibrados con los humanos normales en el mundo real. Los personajes que pueden eliminarse son aquellos que reciben la aprobación y la popularidad "suficiente" de sus lectores y espectadores.
Alicetaria February (アリステリア・フェブラリィ Arisuteria Feburaryi?)
Seiyū: Yōko Hikasa
La protagonista de la franquicia de anime y manga épica de fantasía Alicetaria of the Scarlet (緋色のアリステリア Hiiro no Arisuteria?). Ella es una princesa y un caballero que constantemente libra una batalla perdida contra los antagonistas de la serie. Ella lucha usando una lanza y usa magia a través de su "Guantelete de Götz von Berlichingen". Ella también monta en un pegaso. Al llegar al mundo real, se ganó un odio intenso hacia su creador Gai, por convertir su mundo en un escenario tan oscuro por el bien del "entretenimiento" y sufrió una leve crisis de identidad al enterarse de que ella es una creación. Ella deseaba usar el poder de los creadores para salvar su mundo y cayó en la negación al enterarse de que esto es imposible. Ella está alineada con Altair, debido a su deseo de cambiar su mundo.
Mamika Kirameki (煌樹まみか Kirameki Mamika?)
Seiyū: Rie Murakawa
La protagonista principal de la serie de anime de mahō shōjo Magical Slayer Mamika (マジカルスレイヤー・まみか Majikaru Sureiyā Mamika?). Al ser de una serie dirigida al público infantil, inicialmente fue muy ingenua, y rápidamente recurrió a la violencia si otros no estaban de acuerdo con ella. Sin embargo, eventualmente se da cuenta de la hipocresía en sus acciones. Aunque inicialmente era partidaria de Altair, se vuelve contra ella después de descubrir sus verdaderos motivos (ella fue la única creación cuyo creador nunca fue revelado ni presentado en la serie). En última instancia, Altair la mata después de una tensa confrontación con ella.
Yūya Mirokuji (弥勒寺優夜 Mirokuji Yūya?)
Seiyū: Ken'ichi Suzumura
El principal antagonista del manga de acción Lockout Ward Underground -Dark Night- (閉鎖区underground-dark night- Heisaku Underground - dark night - ?). Una vez fue el mejor amigo del protagonista Shō, hasta que supuestamente mató a su amigo y a la hermana de Shō. En realidad, sin embargo, fue el verdadero culpable. Posteriormente, se convirtió en un jefe de banda en un Adachi sin ley. Utiliza un bokken llamado "Kuronagimaru", que puede producir ráfagas de aire y puede convocar a un espíritu llamado "Doble Astral" de nombre "Hangaku" para que luche a su lado. Al llegar al mundo real, desea luchar contra oponentes fuertes, lo que lo impulsa a unirse al grupo de Sōta.
Rui Kanoya (鹿屋瑠偉 Kanoya Rui?)
Seiyū: Sora Amamiya
El protagonista principal del anime mecha Infinite Divine Machine Mono Magia (無限神機モノマギア Mugen Shinki Mono Magia?) que protege el escenario futurista de la serie de los antagonistas. Aunque normalmente es bastante enérgico, también se queja fácilmente. Pilota el robot gigante "Gigas Machina", que está equipado con un enorme arsenal de armas futuristas. Después de llegar al mundo real y enterarse de que es una creación, no se desanima e incluso llega a enorgullecerse de ello. Se une al grupo de Sōta porque son la primera facción que conoce.
Magane Chikujōin (築城院真鍳 Chikujōin Magane?)
Seiyū: Maaya Sakamoto
Un antagonista de la novela ligera y serie de anime Record of the Night Window Demon (夜窓鬼録 Yasōkiroku?). Mientras se disfraza de una estudiante de secundaria enérgica, en realidad es una asesina psicótica que mató a toda su escuela. Posee una habilidad llamada "Engaño infinito de palabras" que le permite doblar la realidad a través de mentiras. Al llegar al mundo real, no se une ni a la facción de Sōta ni a la de Altair y causa problemas a ambos lados.
Blitz Talker (ブリッツ・トーカー Burittsu Tōkā?)
Seiyū: Atsushi Ono
Un personaje secundario del manga y anime cyberpunk Code ・ Babylon. Es el socio del protagonista y trabaja para la "Oficina de detectives de linterna", que caza monstruos. Usa una pistola y un reloj que le permite volar. También posee balas especiales llamadas "Bombas de gravedad". Al llegar al mundo real, se pone del lado de Altair porque se parece a Erina, su hija fallecida, y para vengarse de su creadora Shunma, por matarla.
Hikayu Hoshikawa (星河 ひかゆ Hoshikawa Hikayu?)
Seiyū: Shiina Natsukawa
Una heroína de la versión para todas las edades del videojuego de simulación de citas para adultos The Milky Way of a Starry Sky (ほしぞら☆ミルキ ーウェイ Hoshizora ☆ Mirukīwei?). Selesia y Rui la encuentran y como no tiene ningún poder de lucha, a su creador se le ocurre la idea de crear un fan disk para darle algunos. Como resultado, ella lucha usando un nunchaku y una fuerza monstruosa, y se llama a sí misma "Artista marcial de leyenda final extrema", a pesar de que ella misma está avergonzada por ello. Ella se alinea con el grupo de Sota y trabaja para regresar a su mundo.

### Creadores
Los Creadores (創造主 Sōzōshu?) son personas que crearon las Creaciones. Pueden ser el escritor de escenarios, el diseñador de personajes, el planificador o el autor de sus respectivas series. Pueden 'actualizar' a sus respectivos personajes si recibieron suficientes respuestas positivas de lectores y espectadores.
Takashi Matsubara (松原祟 Matsubara Takashi?) / Takeshi Ōsawa (大沢 武志 Ōsawa Takeshi?)
Seiyū: Katsuyuki Konishi
Takashi es el autor original de la novela ligera Elemental Symphony of Vogelchevalier. Aunque él y Selesia inicialmente se enfrentaron por su actitud hacia ella, él ha desarrollado un mayor sentido de respeto por ella y comenzó a preocuparse por ella como a su propia hija.
Marine (まりね?) / Ayano Kōura (皇浦 綾乃 Kōura Ayano?)
Seiyū: Hisako Kanemoto
Marine es la ilustradora de la novela ligera Elemental Symphony of Vogelchevalier. Ella toma la custodia de Selesia y Meteora, ya que Sōta no podía continuar manteniéndolas. En realidad, es bastante insegura con sus ilustraciones, creyendo que son inferiores a las de otros grandes ilustradores. Sin embargo, usa esta inseguridad como determinación para continuar mejorando sus habilidades de dibujo.
Masaaki Nakanogane (中乃鐘 昌明 Nakanogane Masaaki?)
Seiyū: Ryō Sugisaki
El escritor y guionista del anime Infinite Divine Machine Mono Magia. Inicialmente encuentra a Rui cuando ve su anime. Más tarde, junto con Takashi, encabeza la redacción del plan de gobierno.
Shunma Suruga (駿河 駿馬 Suruga Shunma?) / Chika Ōsawa (大沢 智加 Ōsawa Chika?)
Seiyū: Minako Kotobuki
La fría autora de la serie de manga Code ・ Babylon que habla en dialecto de Kansai. A menudo se la confunde con un hombre debido a su seudónimo y su estilo artístico. Como resultado de una historia de que su audiencia rechazara sus historias, se ha vuelto muy cínica hacia la industria del entretenimiento. Esto también hace que esté dispuesta a ir muy lejos para asegurarse de que sus historias sigan siendo interesantes, incluso si eso significa matar a los personajes de maneras horribles.
Ryō Yatōji (八頭司 遼 Yatouji Ryō?) / Ryōsuke Gōda (合田 亮介 Gōda Ryōsuke?)
Seiyū: Daiki Hamano
El autor de la serie de manga Lockout Ward Underground -Dark Night-. A pesar de su personalidad abrasiva, en realidad se preocupa por otras personas y, por lo tanto, Suruga lo etiqueta como un tsundere.
Setsuna Shimazaki (シマザキセツナ Shimazaki Setsuna?) / Yuna Shimazaki (島崎 由那 Shimazaki Yuna?)
Seiyū: Ayaka Ōhashi
La creadora del video en línea llamado Altair: World Étude, del cual se originó Altair. Originalmente era una artista de manga aficionada, luego, siendo notada por la comunidad, se convirtió en un nombre más conocido. Se hace amiga de Sota en la escuela secundaria antes de que sus dibujos se noten, pero se separan después de que ella ganase reconocimiento.
Gai Takarada (高良田 概 Takarada Gai?) / Naoya Takarada (宝田 直也 Takarada Naoya?)
Seiyū: Jun'ichi Yanagita
El autor de la serie de manga Alicetaria of the Scarlet. Aliceteria lo encerró por su ira hacia él (debido al hecho de que su mundo cruel es solo entretenimiento), hasta que Sōta expresó sus sentimientos hacia su historia. Después de ser liberado por Aliceteria, se une al esfuerzo por derrotar a Altair.

### Otros
Aki Kikuchihara (菊地原 亜希 Kikuchihara Aki?)
Seiyū: Ayumi Tsunematsu
La Coordinadora General del Consejo de Contramedidas de Situaciones, que se encarga de dar respuesta a los personajes que aparecen en el mundo real. Después de los eventos de la serie, ella renuncia a su trabajo en el gobierno y se convierte ella misma en creadora.

## Media

### Anime
El concepto original de la serie es de Rei Hiroe y es dirigido por Ei Aoki. Hiroe provee el diseño original de los personajes, Ryuichi Makino provee el diseño adaptado de los personajes y Hiroyuki Sawano compone la música para el anime. La serie comenzó a emitirse el 8 de abril de 2017 en Tokyo MX y otras cadenas. El primer opening es "gravityWall" interpretado por SawanoHiroyuki[nZk]:Tielle & Gemie mientras el primer ending es "NewLook" interpretado por Mashiro Ayano. El segundo opening es "sh0ut" interpretado por SawanoHiroyuki[nZk]:Tielle & Gemie mientras el segundo ending es "Rubicon" (ルビコン Rubikon) interpretado por Sangatsu no Phantasia. El episodio 13 tiene como ending "World Étude" interpretado por Aki Toyosaki como su personaje Altair. El anime va a tener 22 episodios.

### Manga
Una adaptación a manga por Daiki Kase comenzó su serialización el 19 de abril de 2017 en la revista Monthly Sunday Gene-X de Shogakukan. Otra adaptación a manga por Yūki Kumagai, titulada Re:Creators One More! (Re:CREATORS わんもあ！), que sirve como un spin-off a la serie principal enfocandose en diferentes personajes es serializada desde el 12 de junio de 2017 en la Monthly Shōnen Sunday que también es publicada en Shogakukan.